# Trần Thiến (vận động viên bóng ném)
Trần Thiến (sinh ngày 26 tháng 1 năm 1990) là một cầu thủ bóng ném đồng đội người Trung Quốc. Cô chơi cho An Huy HC, và đội tuyển quốc gia Trung Quốc. Cô đại diện cho Trung Quốc tại Giải vô địch bóng ném nữ thế giới 2013 tại Serbia, nơi đội tuyển Trung Quốc xếp thứ 18.